# Christopher Hale
Pour les articles homonymes, voir Hale.
Christopher Hale est un écrivain et réalisateur de télévision britannique. Il a réalisé des émissions pour la BBC et pour la chaîne américaine The Discovery Channel.

## Biographie
Après avoir poursuivi des études à l'université du Sussex et à l'école des beaux-arts Slade à Londres, il débuta à la télévision comme monteur et fit quelques films de débutant pour la BBC. Channel 4 lui proposa de réaliser un documentaire intitulé Is there Anybody There? en collaboration avec le psychologue Nicholas Humphrey. Il a depuis collaboré à d'autres séries documentaires et réalisé des films originaux, dont To the Ends of the Earth: Search for the Sons of Abraham. En 1989, son film Byline: Blind to Science, réalisé pour la BBC, lui valut un prix spécial de la l'association britannique pour le progrès de la science.
En 1999, Hale réalisa, pour la BBC, Atlantis Reborn, une critique du mythe de l'Atlantide et des affirmations de l'écrivain Graham Hancock. Après la diffusion du documentaire, Hancock se plaignit à la Broadcasting Standards Commission mais fut débouté.
Selon PaperBackSwap (en), en 2002, les éditions Bantam Books passèrent commande à Christopher Hale d'un livre sur une expédition au Tibet patronnée par la SS. Des recherches dans les archives britanniques et allemandes ainsi que des séjours sur le terrain en Inde et au Tibet aboutirent à la rédaction de Himmler's Crusade: the Nazi expedition to find the origins of the Aryan race. Himmler's Crusade a été traduit en plusieurs langues dont le roumain, le polonais et le grec. En 2006, la traduction italienne a reçu le prix Giuseppe Mazotti.
Pour Patrick French, si l'on doit accueillir favorablement tout récit historique qui ne présente pas le Tibet sous les dehors de Shangri-La, on ne peut qu'accueillir très favorablement l'ouvrage de Hale. Pour toute personne s'intéressant à l'histoire tibétaine moderne ou au Troisième Reich et l'occultisme, son livre constituera une source précieuse. Il ajoute que Hale fait œuvre novatrice en mettant au jour les liens entre l'expédition et les idées des nazis sur la race et les mythes et en montrant ce que Ernst Schäfer et Bruno Beger ont fait avant et après leur mission.
Pour l'auteur allemand Detlev Rose, Himmler's Crusade ne résiste pas à une analyse critique sérieuse. À son avis, la faiblesse de la thèse de Hale est encore plus évidente quand il cherche à accréditer l'avènement du Troisième Reich par les effets de théories occultistes ou conspirationnistes.
Hale a publié en 2011 Hitler's Foreign Executioners: Europe's Dirty Secret, une étude du recrutement d'unités de police et de Waffen-SS allemands et leur rôle dans le génocide des juifs.

## Ouvrages
- (en) Himmler's Crusade: the true story of the 1938 Nazi expedition into Tibet, Bantam, London, 2003, xiv p., 422 p., 32 planches, ill., cartes, 24 cm,  (ISBN 0-593-04952-7)
- (en) Himmler’s crusade: the Nazi expedition to find the origins of the Aryan race, J. Wiley, Hoboken, N.J., 2003, 422 p., 26 planches : ill., cartes, 24 cm,  (ISBN 0-471-26292-7)
- (en) Hitler's Foreign Executioners: Europe's Dirty Secret, The History Press, 2011, 448 p.  (ISBN 0752459740 et 9780752459745)